# Sminthopsis fuliginosus
Sminthopsis fuliginosus é uma espécie de marsupial da família Dasyuridae.
- Nome Científico: Sminthopsis fuliginosus (Gould, 1852)

- Sinônimo do nome científico da espécie: Sminthopsis murina fuliginosus, Antechinus fuliginosus;

## Características
Foi por muito tempo considerado um dunnart-comum (Sminthopsis murina), mas desde os anos 80 foi separada com uma espécie. Possui a pelagem do ventre esbranquiçado e o dorso acinzentado. A cauda é mais curta em relação ao corpo que mede cerca de 9 cm e  cauda 8 cm;

## Hábitos alimentares
Alimenta-se de insetos, anfíbios e pequenos répteis;

## Habitat
Vivem em vegetação próxima aos rios;

## Distribuição Geográfica
Sudoeste da Austrália Ocidental;